# جبريل تومسون
جبريل تومسون (بالإنجليزية: Gabriel Thomson)‏ هو ممثل بريطاني، ولد في 27 أكتوبر 1986 بلندن في المملكة المتحدة.

## أعمال

### أفلام
- (2001) العدو على الأبواب[4][5][6]

## وصلات خارجية
- جبريل تومسون على موقع IMDb (الإنجليزية)
- جبريل تومسون على موقع روتن توميتوز (الإنجليزية)
- جبريل تومسون على موقع روتن توميتوز (الإنجليزية)
- جبريل تومسون على موقع أول موفي (الإنجليزية)
- جبريل تومسون على موقع قاعدة بيانات الأفلام السويدية (السويدية)
- جبريل تومسون على موقع قاعدة بيانات الفيلم (الإنجليزية)
- جبريل تومسون على موقع كينوبويسك (الروسية)